# TK-208 Dmitrij Donskoj
Il TK-208 Dmitrij Donskoj è stato il primo battello costruito della classe Typhoon. Impostato presso il cantiere Sevmash di Severodvinsk, risulta in servizio nella Flotta del Nord come nave test per lo sviluppo del nuovo SLBM Bulava.

## Storia
La costruzione del TK-208 iniziò presso il cantiere Sevmash di Severodvinsk il 3 marzo 1977, e lo scafo del sottomarino fu varato il 23 settembre 1980. Entrato in servizio nella marina sovietica il 12 dicembre 1981, fu inquadrato nella Flotta del Nord. Entrato nella 18ª Divisione il 9 febbraio 1982, tra il 1983 ed il 1984 fu sottoposto alle prove per il nuovo sistema di lancio missilistico D-19, appositamente progettato per gli SS-N-20 Sturgeon.
Tra il 1989 ed il 1991 fu sottoposto a lavori di ammodernamento, vertenti ad aggiornare il sottomarino allo standard 941U. Tuttavia, il programma di aggiornamento fu cancellato nel 1991. I lavori ripresero nel 1996, e si protrassero fino al 26 giugno 2002. Nello stesso anno, il TK-208 ricevette il nome di Dmitrij Donskoj, come l'omonimo principe di Russia vissuto tra il 1350 ed il 1389.
Un mese dopo la fine dei lavori, il sottomarino iniziò le prove in mare. Tuttavia, nel 2003, si decise di utilizzare il TK-208 come banco-prova per lo sviluppo del nuovo missile SS-N-30. La decisione di utilizzare proprio un classe Typhoon è stata dovuta al fatto che il nuovo SLBM è caratterizzato da grandi dimensioni. La modifica principale approntata al battello ha riguardato il sistema di lancio: infatti, l'originario D-19 è stato sostituito dal D-19UTH, sviluppato per i Bulava.
I lanci di prova sono iniziati nel 2005.
L'unità è stata dismessa nel febbraio 2023